# Pokrovo-Mikhàilovka
Pokrovo-Mikhàilovka - Покрово-Михайловка (rus) - és un poble de l'óblast de Bélgorod, a Rússia. El 2010 tenia 852 habitants. Pertany al districte (raion) de Novi Oskol.